# 史起欽
史起欽（？—？），字德明，號敬所，浙江寧波府鄞县人。明朝政治人物、進士出身。

## 生平
隆庆丁卯（1567年、官年）十月三十日生。万历十六年（1588年）戊子科舉人，十七年（1589年）己丑科二甲二十名進士，禮部觀政，十月授福建福寧州知州，政尚宽仁，悉心兴革，浚城河、置学田、建文昌阁，公署、学校焕然一新。二十三年迁常州府同知。郡诸生曹伯桢因为貧窮被其妻父所嫌棄，引起婚姻訴訟，史起钦赏识伯桢所作的文章，即日命鼓吹、列花烛于堂上，与其女交拜成婚，不数年，伯桢果然成进士。二十六年升刑部员外郎，次年升郎中，二十八年恤刑福建，辨明孝妇之冤。三十一年升寧國府知府，三十五年因考察降用，以病归鄉，数月後去世。著有《太姥志》一卷。

## 家族
曾祖史自说。祖史元相，生员、纪录。父史禹孝，生员。